# Château de Rochebrune
Pour l’article homonyme, voir Château de Rochebrune (Oradour).
Le château de Rochebrune se trouve sur la commune d'Étagnac, en Charente.

## Historique
Datant des premières croisades, Rochebrune était une ancienne place fortifiée stratégiquement située au carrefour des routes de Limoges, Angoulême et Niort.
La première tour fut édifiée par Jourdain Ier avant que celui-ci ne parte pour Jérusalem et n’y meure en 1099. Les trois autres tours n’apparurent qu’un siècle plus tard. Les murs de chacune d’elles, épais de deux mètres, sont percés de meurtrières dont les angles de vue cumulés ne laissent aucun angle mort aux défenseurs du lieu.
Les descendants de Jourdain Ier augmentèrent peu à peu l’édifice pour lui donner son volume actuel. En 1561, à l’époque des guerres de Religion, le château échut à Blaise de Montesquiou dit Blaise de Montluc, Maréchal de France, catholique fervent et vaillant pourfendeur des protestants. Rochebrune, Chabanais et Confolens défendaient alors la région contre les protestants remontant du sud.
Après qu'il eut été incendié par les protestants en 1569, c’est la belle-fille de Montluc qui rendit le château habitable en perçant les façades d’ouvertures qui amènent de la lumière. En effet, les murs ne supportaient alors qu’un chemin de ronde reliant les quatre tours.
Par mariage Rochebrune passa aux Escoubleau de Sourdis. À la génération suivante Angélique Charlotte d'Escoubleau de Sourdis, dame de Chabanais épousa François-Gilbert Colbert (1676-1719), marquis de Saint-Pouange. Lors du contrat de mariage, en 1702, Louis XIV éleva la terre de Chabanais au rang de marquisat. Ce sont les Colbert-Chabanais qui percèrent les grandes fenêtres de Rochebrune. Pour rendre la demeure plus agréable, le pont-levis fut remplacé au XVIIIe siècle par l’actuel passage.
En 1805, le comte Pierre Dupont de l'Étang, général d’empire, officier de Napoléon, acquiert Rochebrune. Son petit-fils, sans descendance, le laissera à son cousin, le comte de Richemont, ancêtre de l’actuel propriétaire.

## Architecture
Les trois corps de bâtiments à étage forment un carré flanqué de quatre tours d'angles et entouré de douves. Ils sont recouverts de toitures à deux pans ; celles des tours sont des poivrières.
La quatrième aile qui fermait la cour a été démolie en 1808 et des fenêtres ont été ouvertes.
Les toits sont couverts d'ardoises à la place des tuiles plates d'origine.
L'intérieur possède un plafond peint daté de 1581 aux armes des Montluc et des Rochechouart.
Les façades et les toitures du château et des communs ainsi que les douves ont été inscrites monuments historiques par arrêté du 24 juin 1959.

## Parc et jardins
Le parc a été planté sous le Premier Empire.

## Galerie

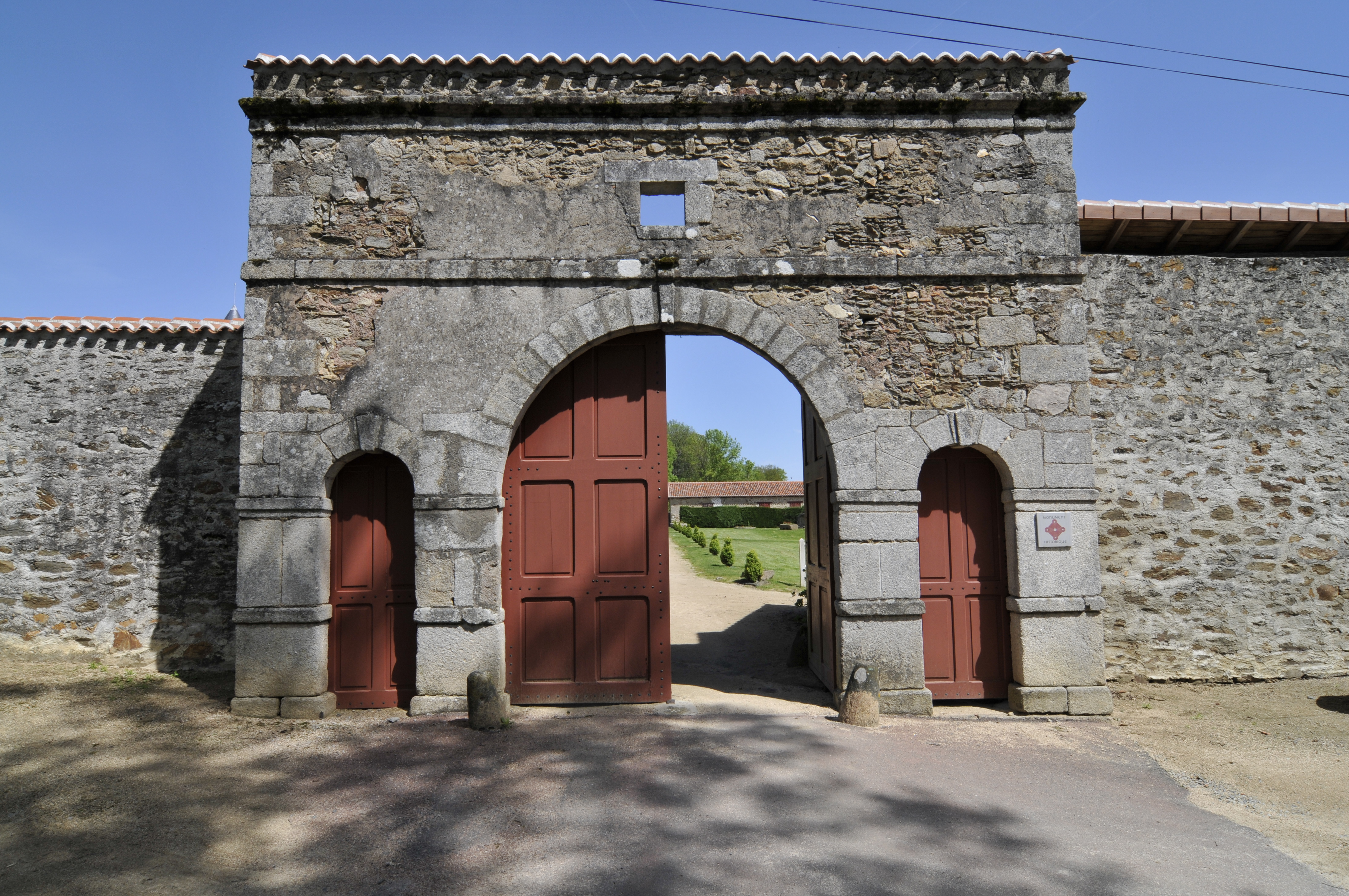
Porte du château.
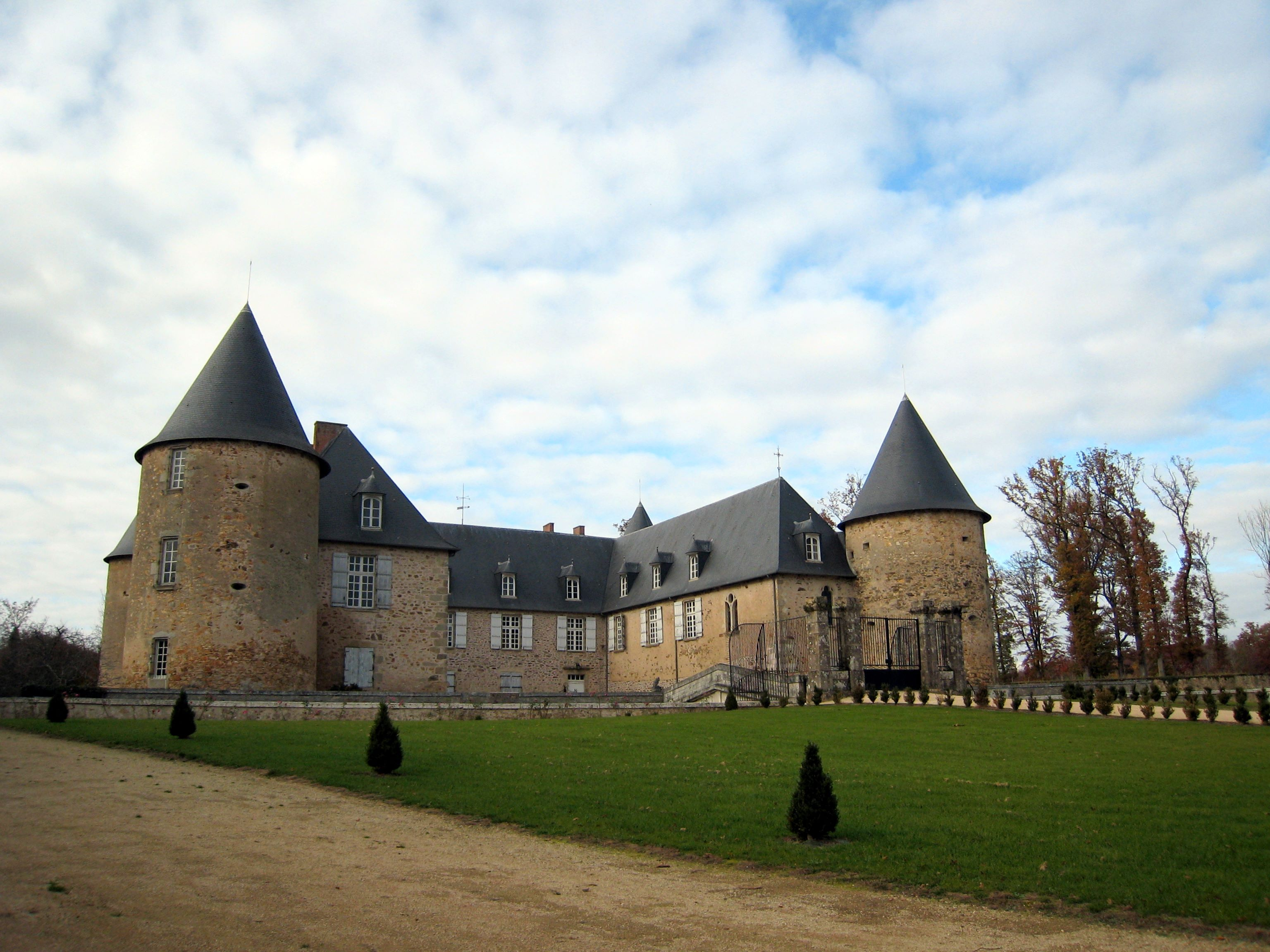
Vue générale.
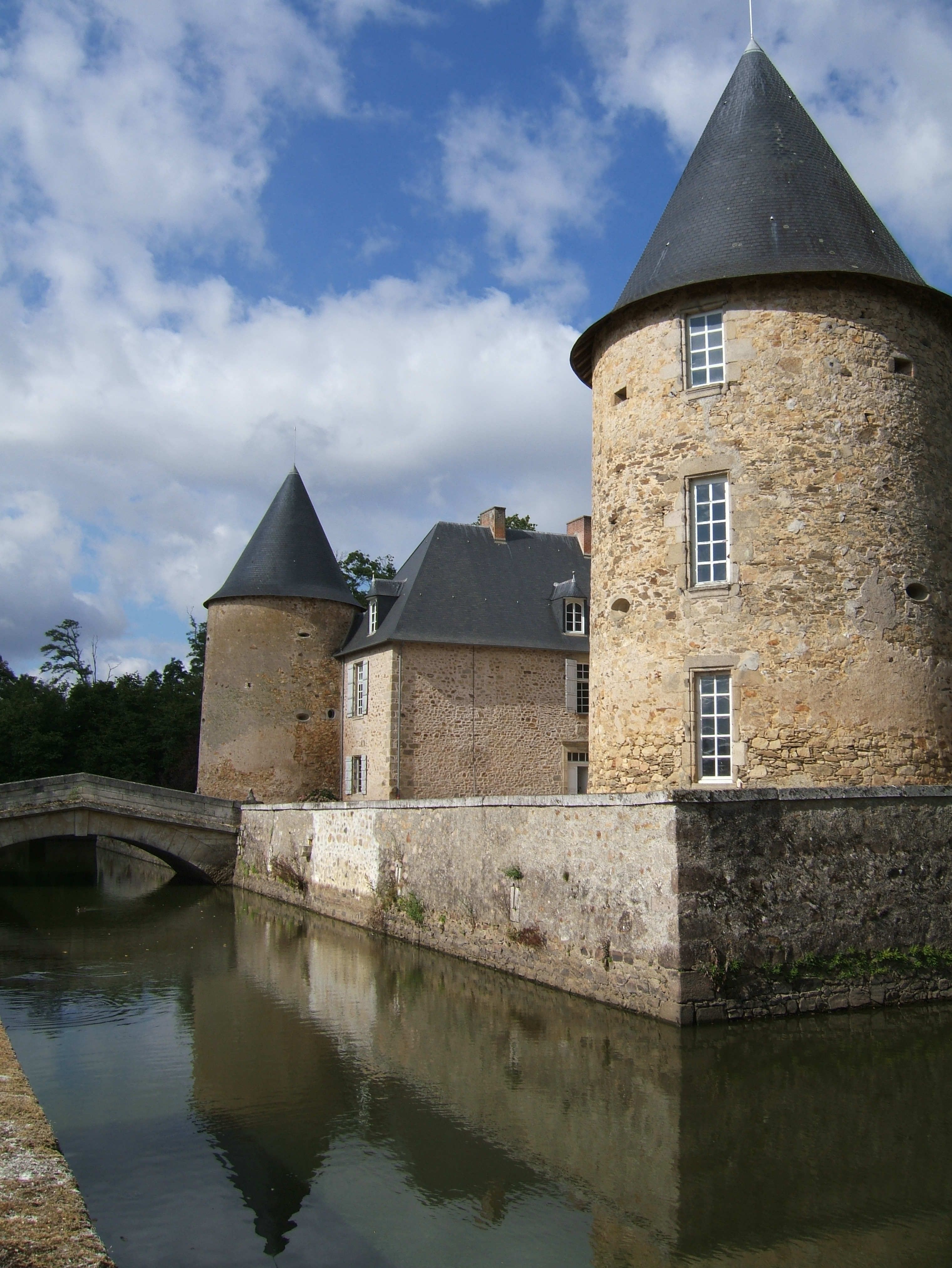
Façade Sud (août 2006).
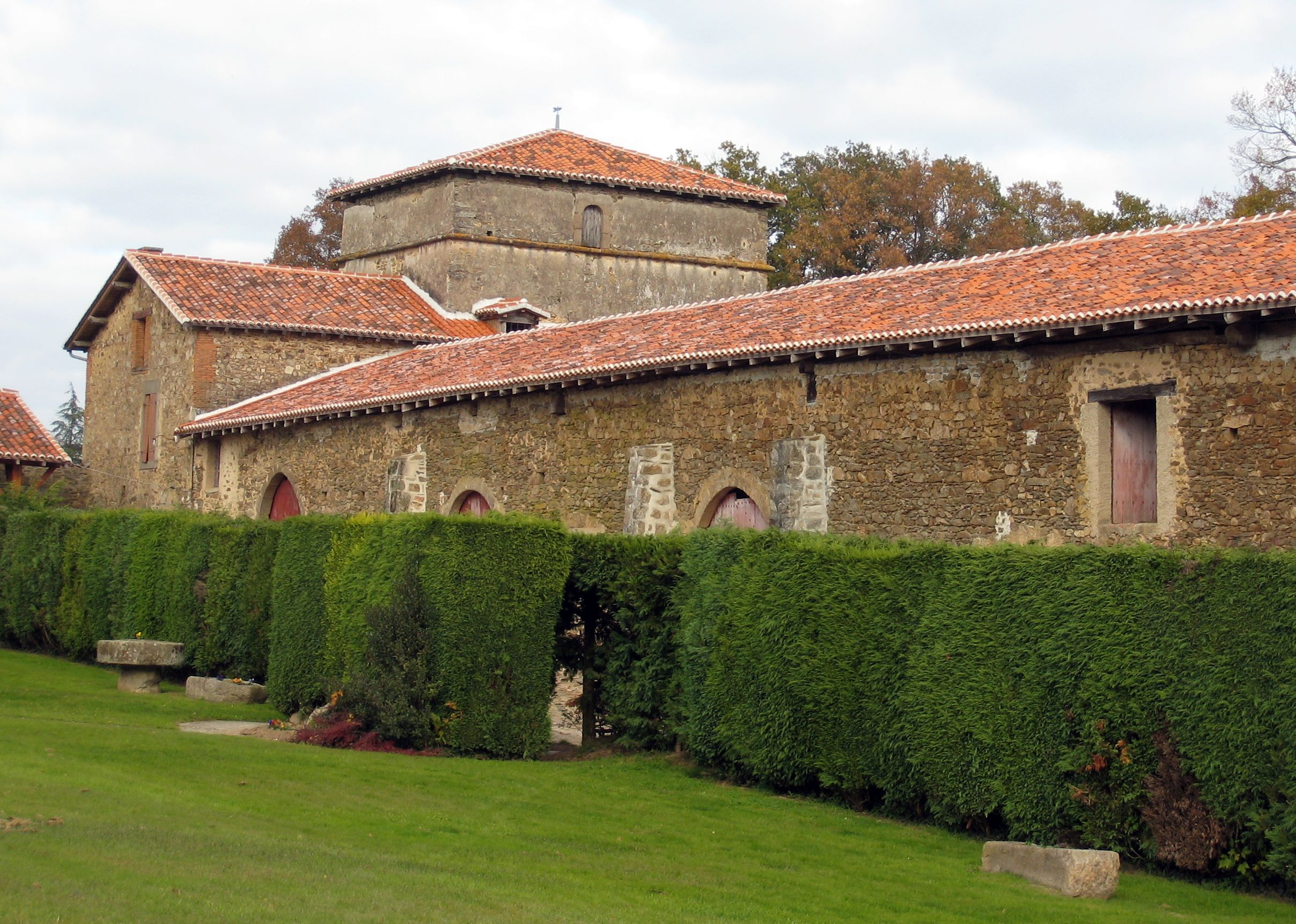
Communs du château (novembre 2007).